# Kemper County
Kemper County is een county in de Amerikaanse staat Mississippi.
De county heeft een landoppervlakte van 1.984 km² en telt 10.453 inwoners (volkstelling 2000). De hoofdplaats is De Kalb.